# 구아르디스탈로
구아르디스탈로 (Guardistallo) 이탈리아 토스카나주의 피사도에 위치한 코무네 (지방자치단체)이다. 피사에서 남서쪽 약 70 킬로미터 (43 mi), 피사에서 동남쪽 50 킬로미터 (31 mi) 거리에 있다.

## 역사
1944년 여름, 독일 점령군이 자행한 구아르디스탈로 학살 사건의 현장이었다. 1944년 6월 29일, 61명이 살해당했고 공동묘지에 묻혔다. 그 중 한 명이 그때 바로 죽지 않고 부상을 입고 며칠 뒤 사망했다.
고고학적 연구를 통해 구아르디스탈로에는 청동기 이래로 인류가 거주하고 있었음이 나타났다.